# Agapanthiola
Agapanthiola es un género de escarabajos longicornios de la tribu Agapanthiini.

## Distribución
Se distribuye por Rusia, Bulgaria, Ucrania y Grecia.

## Especies
- Agapanthiola leucaspis (Steven, 1817)
- Agapanthiola sinae (Dahlgren, 1986)